# Nowoorłowsk
Nowoorłowsk (ros. Новоорловск) – osiedle typu miejskiego w Rosji, w Kraju Zabajkalskim, w rejonie agińskim Agińskiego Okręgu Buriackiego. W 2010 liczyło 3110 mieszkańców.